# Терфенадин
Терфенадин — синтетичний препарат, що є похідним піперидину та належить до антигістамінних препаратів ІІ покоління, для прийому всередину. Терфенадин уперше синтезований у лабораторії німецької компанії «Hoechst Marion Roussel», та застосовувався у клінічній практиці з 80-х років ХХ століття, і вилучений з фармакологічного обігу в світі з кінця 90-х років ХХ століття — першого десятиліття ХХІ століття.

## Фармакологічні властивості
Терфенадин — синтетичний препарат, що є похідним піперидину та належить до групи антигістамінних препаратів ІІ покоління. Механізм дії препарату полягає у селективному блокуванні Н1-рецепторів гістаміну, попереджує спазми гладких м'язів, що викликаються гістаміном, у тому числі бронхоконстрікцію у хворих обструктивними захворюваннями легень, розширення капілярів та підвищення їх проникності, розвиток ангіоневротичного набряку, еритеми та свербежу шкіри та слизових оболонок. При алергічному риніті зменшує частоту чхання, сльозотечу, виділення із носових ходів та свербіж слизових носа. Терфенадин має слабкий холінолітичний ефект, блокує калієві канали кардіоміоцитів, не чинить седативного впливу на ЦНС. Препарат зменшує бронхоспазм, що викликаних гіпервентиляцією та фізичним навантаженням. Підвищення рівня терфенадину в крові може супроводжуватися подовженням інтервалу QT та іншими порушеннями серцевої діяльності.

### Фармакодинаміка
Терфенадин швидко всмоктується в шлунково-кишковому тракті, біодоступність препарату близько 70 %. Максимальна концентрація в крові терфенадину досягається протягом 1 години. Препарат добре зв'язується з білками плазми крові. При першому проходженні через печінку швидко метаболізується з утворенням двох метаболітів: неактивного дезалкільованого похідного та активного метаболіту — фексофенадину. Максимальна концентрація активного метаболіту досягається протягом 2,5 годин. Терфенадин не проникає через гематоенцефалічний бар'єр. Терфенадин проникає через плацентарний бар'єр та виділяється в грудне молоко. Метаболізується терфенадин в печінці. Виведення терфенадину та його активного метаболіту фексофенадину двофазне, у першій фазі період напіввиведення фексофенадину складає 3,5 години; у другій фазі — 6 годин, кінцевий період напіввиведення терфенадину складає 8,5 годин. Виводиться терфенадин та його метаболіти переважно з калом (60 %), а також із сечею (40 %), при порушеннях функції печінки можливе збільшення часу напіввиведення препарату.

## Показання до застосування
Терфенадин застосовувався при різних алергічних захворюваннях та станах — алергічному риніті та кон'юнктивіті, кропив'янці, контактному та алергічному дерматиті, ангіоневротичному набряку, алергічних реакціях при застосуванні лікарських препаратів та харчових продуктів, бронхіальній астмі, анафілактичному шоці, сінній лихоманці, з метою профілактики — перед уведенням рентгеноконтрастних препаратів.

## Побічна дія
При застосуванні терфенадину спостерігалися наступні побічні ефекти:
- Алергічні реакції — висипання на шкірі, кропив'янка, набряк Квінке, анафілактичний шок, екзема, фотосенсибілізація.
- З боку травної системи — нудота, блювання, понос або запор, збільшення апетиту, дискомфорт у животі, холестаз, жовтяниця, гепатит, сухість у роті.
- З боку дихальної системи — кашель, біль у горлі, бронхоспазм, носова кровотеча, сухість слизових оболонок носа і горла.
- З боку нервової системи — головний біль, головокружіння, сонливість, загальна слабість, нервозність, депресія, парестезії, втрати свідомості, судоми, порушення зору, тремор.
- Інші побічні ефекти — підвищена пітливість, алопеція, галакторея, гарячка, кровотечі або крововиливи.
- Зміни в лабораторних аналізах — тромбоцитопенія, підвищення активності амінотрансфераз у крові.

Найважчими побічними ефектами терфенадину, що спостерігалися при його застосуванні, були побічні ефекти з боку серцево-судинної системи. При застосуванні терфенадину спостерігалися тахікардія, тахіаритмії, подовження інтервалу QT, гіпотензія, зупинка серця, екстрасистолія, фібриляція шлуночків, аритмії по типу torsades de pointes. Найбільш часто кардіотоксичний ефект спостерігався при застосуванні терфенадину з макролідами (еритроміцином, спіраміцином, кларитроміцином, джозаміцином), похідними нітроімідазолу, похідними азолу (кетоконазолом, флуконазолом, ітраконазолом). Побічні ефекти з боку серцево-судинної системи можуть спостерігатись також при застосуванні терфенадину з інгібіторами захоплення серотоніну (флувоксаміном, циталопрамом, пароксетином), фторхінолонами (моксифлоксацином, спарфлоксацином), цизапридом, хініном, антиаритмічними препаратами І та ІІІ класів, триметопримом, деякими антиретровірусними препаратами (індинавіром, ритонавіром, саквінавіром, нелфінавіром), антидепресантами, препаратами літію.

## Протипоказання
Терфенадину були встановлені такі протипоказання — підвищена чутливість до препарату, виражені порушення функції печінки, гіпокаліємія, гіпомагніємія, подовження сегменту QT на ЕКГ, дітям до 3 років, сумісне застосування з препаратами, що подовжують інтервал QT на ЕКГ, вагітність та годуванні грудьми.

## Форми випуску
Терфенадин випускався у вигляді таблеток по 0,12 та 0,06 г та 0,6 % суспензії для прийому всередину.

## Заборона використання та зняття з реєстрації у світі
З 1997 року FDA рекомендувала вилучити терфенадинвмісні ліки з продажу та зі списку ліків, що прописуються в США. У 1999 році терфенадинвмісні ліки були вилучені з продажу в Канаді. Терфенадин також було вилучено із списку ліків, що прописуються у Великій Британії. В Україні терфенадин нині не зареєстрований.